# Bio-Brennstoffzelle
Eine Bio-Brennstoffzelle wandelt die chemische Reaktionsenergie eines kontinuierlich zugeführten Brennstoffes und eines Oxidationsmittels in elektrische Energie um. Im Gegensatz zu konventionellen Brennstoffzellen handelt es sich bei den Bio-Brennstoffen um biologische Energieträger.

## Brennstoffzellen-Typen

### Mikrobielle Brennstoffzellen

Funktion einer Glucose-betriebenen Brennstoffzelle

In mikrobiellen Brennstoffzellen (MBZ) werden lebende Mikroorganismen, die im Rahmen ihres Energiestoffwechsels organische Substanzen verarbeiten, unmittelbar zur Energiegewinnung genutzt. Die beim Stoffwechsel entstehenden Elektronen werden von diesen Mikroorganismen auf eine Elektrode übertragen und ermöglichen so die Stromgewinnung. Die Mikroorganismen erfüllen dabei in der MBZ die Funktion eines Biokatalysators. Anwendungen von mikrobiellen Brennstoffzellen liegen in der Energiegewinnung aus Abwässern und Abfällen, die aktuell erreichbaren Stromdichten erlauben jedoch noch keine ökonomisch sinnvolle Nutzung in größerem Umfang.

### Blutzucker-Brennstoffzelle
Durch eine elektrochemische Umsetzung des körpereigenen Blutzuckers könnte Energie zur Versorgung von medizinischen Implantaten gewonnen werden. Damit wäre insbesondere für Langzeitimplantate ein operativer Batteriewechsel überflüssig. Eine solche Brennstoffzelle arbeitet nach dem Prinzip der Energieerzeugung lebender Zellen. Dabei wird am Minuspol enzymatisch Glucose oxidiert und der gewonnene Wasserstoff wird in Elektronen und Protonen aufgespalten. Die Elektronen fließen durch einen äußeren Leiter über einen Verbraucher zum Pluspol und die Protonen diffundieren durch einen Separator. Am Pluspol reagieren unter enzymatischer Hilfe die Elektronen und Protonen mit Sauerstoff zu Wasser. Ablagerungen und Verkapselung sind seit den 1970ern ungelöste Probleme und verhindern die Serienreife der Implantate.

### Enzymatische Brennstoffzelle
Eine enzymatische Brennstoffzelle ist ein spezieller Bio-Brennstoffzellentyp, der Enzyme als Katalysator für die Oxidation des Brennstoffes nutzt. Die Enzyme stellen somit eine Alternative zu teuren Katalysator-Metallen dar.
Die Enzyme bieten dabei gegenüber konventionellen Katalysatoren diverse Vorteile. So lassen sich die Enzyme vergleichsweise einfach in großer Zahl erzeugen und haben daher eine deutlich bessere Verfügbarkeit als beispielsweise Standard-Platinkatalysatoren.
Darüber hinaus arbeiten Enzyme gut mit organischen Brennstoffen wie Zucker und Alkohol zusammen, so dass nicht nur günstige Brennstoffe zum Einsatz kommen können, sondern auch Anwendungen im Bereich der Medizintechnik, z. B. für Implantate, in Frage kommen. Nachteile gegenüber Katalysator-Metallen sind, dass Enzyme eine deutlich kürzere Haltbarkeit besitzen und sie anfälliger gegenüber aggressiven Reaktionsbedingungen sind.

## Anwendungen
Derzeit (Stand 2012) gibt es noch keine kommerzielle Anwendung von Bio-Brennstoffzellen. Wie sich anhand aktueller Forschungsprojekte erkennen lässt, sind z. B. folgende Anwendungen denkbar:
- Energy Harvesting – z. B. zur batterieunabhängigen Stromversorgung von Implantaten mit einer Blutzucker-Brennstoffzelle[5]
- Verwertung biogener Reststoffe, z. B. in Abwassern, vgl. Mikrobielle Brennstoffzelle.[6]